# مایکل ویلسون (نویسنده)
مایکل ویلسون (انگلیسی: Michael Wilson؛ ۱ ژوئیهٔ ۱۹۱۴ – ۹ آوریل ۱۹۷۸) فیلم‌نامه‌نویس اهل ایالات متحده آمریکا بود.

## مرگ
مایکل ویلسون در لس آنجلس، کالیفرنیا بر اثر حمله قلبی درگذشت. همسرش زلما و دو دخترشان ربکا و روزانا از او به یادگار مانده است. 